# 布伦南·约翰逊
布伦南·约翰逊（英語：Brennan Johnson，2001年5月23日—），英国男子足球运动员，司职前鋒及翼鋒。效力于英超球會熱刺。他也是威爾斯足球代表隊成員。

## 俱樂部生涯

### 熱刺
2023年9月1日，約翰遜與英超球會熱刺簽訂了為期六年的合約，轉會費為4750萬英鎊。
2025年5月1日，約翰遜在欧足联欧洲联赛半決賽對陣波杜基林特的第一回合比賽中，開場僅一分鐘便取得進球，最終球隊以 3-1 獲勝。後來，他在5月21日對陣曼聯的決賽中攻入唯一進球，幫助俱樂部結束了17年的等待重要獎杯的等待。

## 國家代表隊生涯
2020年11月12日，約翰遜在對陣美國的友誼賽中代表威爾斯足球代表隊首次亮相，最終以0-0戰平。
2022年6月11日，約翰遜在歐洲國家聯賽對陣比利時的比賽中打入他代表威爾士隊的第一個進球，最終威爾士隊以1-1戰平。

## 榮譽
諾丁漢森林
- 英格蘭足球冠軍聯賽附加賽 : 2022[8]

 热刺
- 欧洲联赛冠軍：2024–25[9]

### 個人
- 英冠賽季最佳年輕球員：2021–22[10]